# Bernard Varrin
Bernard Varrin (* 25. September 1939 in Courgenay) ist ein Schweizer Politiker (SP). Er war Vorsitzender der Jugendbewegung Béliers, Mitglied des Grossen Rats des Kantons Bern und Abgeordneter des Parlaments des Kantons Jura.

## Biografie
Varrin wuchs in Villars-sur-Fontenais auf und arbeitete nach seiner Schulzeit als Postbeamter. 1963 wurde er in den Gemeinderat von Fontenais gewählt, dem er bis 1966 angehörte. In der Jurafrage positionierte er sich als überzeugter Anhänger der Separatisten und präsidierte den Teilverband Ajoie des Rassemblement jurassien. Ebenso war er von 1964 bis 1969 Vorsitzender (animateur) der Jugendbewegung Béliers, die unter seiner Leitung mit zahlreichen aufsehenerregenden Widerstandsaktionen gegen den Kanton Bern in Erscheinung trat. Beispielsweise führte er eine Gruppe von rund 120 Aktivisten an, die am 29. Juni 1968 in das Statthalteramt in Delémont eindrang und das Gebäude fast einen Tag lang besetzt hielt.
Sein politisches Engagement brachte ihm Ärger mit seinem Arbeitgeber ein, denn im Dezember 1968 beschloss die Generaldirektion der PTT, Varrin nicht mehr als Beamten wiederzuwählen und ihn in den Angestelltenstatus zu versetzen. Diese Entscheidung löste vor allem im Jura Empörung aus; zahlreiche Postangestellte und Politiker solidarisierten sich mit ihm und warfen der Generaldirektion vor, Varrins Recht auf freie Meinungsäusserung zu verletzen. Ein Rekurs und eine von Nationalrat Gilbert Baechtold eingereichte parlamentarische Anfrage an den Bundesrat blieben ohne Wirkung, weshalb Varrin im September 1969 kündigte. Daraufhin arbeitete er als Prokurist bei der Landwirtschaftsgenossenschaft Centre agricole d’Ajoie, wo er zum Direktor aufstieg. Im Zusammenhang mit der Besetzung des Statthalteramts verurteilte ihn das Bundesstrafgericht im Februar 1971 wegen Land- und Hausfriedensbruchs sowie Anstiftung zum Hausfriedensbruch und zur Hinderung einer Amtshandlung zu einer bedingten Strafe von drei Monaten Gefängnis und 1000 Franken Busse.
Dessen ungeachtet schaffte Varrin drei Jahre später die Wahl in den bernischen Grossen Rat, 1978 gelang ihm die Wiederwahl. Im März 1976 wurde er in die Verfassunggebende Versammlung des Jura gewählt, wo er die Subkommission «Steuern» präsidierte. Im November 1978 folgte die Wahl in das jurassische Parlament. Er gehörte diesem bis 1990 an und präsidierte es im Jahr 1983. Ab 1993 leitete er den jurassischen Tourismusverband. Im Zusammenhang mit einem Korruptionsskandal beim Centre agricole d’Ajoie wurde Varrin im Oktober 2003 zu 13 Monaten Haft auf Bewährung verurteilt. Die Justiz warf ihm vor, einen bedeutenden Kunden durch den Erlass von Schulden in der Höhe von mehr als einer Million Franken unterstützt zu haben. Ebenso hatte er die Buchhaltung gefälscht und sich für Schmiergelder in der Höhe von 635'000 Franken verbürgt; persönlich bereichert hatte er sich jedoch nicht.